# 库勒河
库勒河，位于中国黑龙江省西部，是嫩江右岸的一条支流，上游称八岔河，发源于龙江县鲁河乡德源村，蜿蜒向东南流经县城龙江镇（城区段也称龙湾河）、白山镇、黑岗乡，于齐齐哈尔市富拉尔基区长青乡库勒村以西转南流，成为龙江县与富拉尔基区的界河，于富拉尔基区杜尔门沁达斡尔族乡罕伯岱村转东流，最后在英武基汇入嫩江。河流全长76千米，流域面积843平方千米，年均径流量0.42亿立方米。库勒河河床平均宽25米，水深1.2米，为季节性河流。